# Oktave (Hilfsmaßeinheit)
Die Oktave (Einheitenzeichen oct) ist eine Hilfsmaßeinheit, die in der Musik, Akustik und Hochfrequenztechnik verwendet wird. Sie fungiert als Hinweiswort, das bei dual- bzw. binärlogarithmischer Darstellung von Frequenzintervallen auf das Intervall mit dem Frequenzverhältnis 2:1 verweist.
Der Name stammt aus der Musik, wo dieses Frequenzintervall Oktave (lat. octo = acht) genannt wird, weil es den Abstand des achten Tons einer diatonischen Tonleiter von ihrem Grundton bezeichnet.
Zu einem Frequenzintervall {\displaystyle G} von {\displaystyle i} Oktaven gehört das Frequenzverhältnis
{\displaystyle {\frac {f_{2}}{f_{1}}}=2^{i}} (mit {\displaystyle f_{2}\geq f_{1}})
{\displaystyle \Leftrightarrow i=\log _{2}{\frac {f_{2}}{f_{1}}}=\operatorname {lb} {\frac {f_{2}}{f_{1}}}=\operatorname {lb} {\frac {f_{2}}{f_{1}}}\,{\text{oct}}=\operatorname {lb} {\frac {f_{2}}{f_{1}}}\,{\text{Oktave(n)}}}
Nach Umrechnung des Zweier- in einen Zehnerlogarithmus wird hieraus:
{\displaystyle {\begin{aligned}\Leftrightarrow i&={\frac {1}{\lg \,2}}\cdot \lg \,{\frac {f_{2}}{f_{1}}}\,\,{\text{oct}}\\&\approx 3{,}3219\cdot \lg \,{\frac {f_{2}}{f_{1}}}\,\,{\text{oct}}\end{aligned}}}
Beim Zehnerlogarithmus wird auch die Hilfsmaßeinheit Dekade verwendet gemäß
{\displaystyle G=\operatorname {lb} {\tfrac {f_{2}}{f_{1}}}{\text{ oct}}=\lg {\tfrac {f_{2}}{f_{1}}}{\text{ dec  }}}
Eine Untereinheit der Oktave ist das Cent:
{\displaystyle 1\,{\text{Cent}}={\frac {1}{1200}}\,{\text{Oktave}}}

## Verwendung
Die Maßeinheit Oktave wird in der Hochfrequenztechnik verwendet, wenn eine Bandbreite von der Frequenz abhängt und die genauen Grenzfrequenzen entweder variabel oder ohne Bedeutung sind. Eine bestimmte Baugruppe, die eine Bandbreite von 1 Oktave umfasst, kann also beispielsweise eingesetzt werden in den Frequenzbereichen
- 1 bis 2 GHz oder
- 6,2 bis 12,4 GHz.

Die Angabe von Frequenzbereichen in Oktaven ist besonders in der Antennentechnik weit verbreitet, speziell bei Hornstrahlern.